# ホイストザフラッグ
ホイストザフラッグ（Hoist The Flag）は、アメリカの競走馬、種牡馬。主な勝ち鞍は1970年のカウディンステークス、1971年のベイショアステークス。1970年アメリカ2歳牡馬チャンピオン。引退後、種牡馬としても大成功を収めた。

## 生い立ち
ホイストザフラッグはリファールの母グーフドなども生産したジョン・M・シフによって生産された。父トムロルフはヨーロッパ王者リボーの代表産駒で、1965年にアメリカ3歳牡馬チャンピオンを獲得している。母ウェイビーネイビーは1937年にアメリカクラシック三冠を達成したウォーアドミラルの産駒である。
ホイストザフラッグは1歳時にジェーン・フォーブス・クラーク1世によって3万7000ドルで購入された。調教は後にアメリカ競馬殿堂入りするシドニー・ワッターズ・ジュニアが担当した。

## 戦績
2歳の頃、ホイストザフラッグは世代トップの評価を受け、1971年のクラシックの本命と目されていた。ホイストザフラッグは4レースで1位を獲得したが、シャンペンステークスでは他馬を妨害したとして1着入線後に失格処分となっている。その後頸部を痛め、回復のためサウスカロライナ州カムデンの保養施設で繋養された。1970年、アメリカ2歳牡馬チャンピオンに選ばれた。
1971年3月12日、ボウイ競馬場でのレースで復帰。3月20日、アケダクト競馬場で開催されたベイショアステークスをコースレコードで制した。
その後、ホイストザフラッグはケンタッキーダービーの前哨戦であるゴーサムステークスに出走する予定だったが、調教中に右後肢の繋部と中手骨を骨折し、そのまま引退となった。

## 種牡馬時代
骨折後の手術から回復した後、ホイストザフラッグはケンタッキー州パリス近郊のクレイボーンファームで種牡馬となり、254頭の産駒が誕生した。ホイストザフラッグは1980年に亡くなり、クレイボーンファームに埋葬された。没後の1987年には北米リーディングブルードメアサイアーを獲得した。

### 主な産駒
- アレッジド - 1977年カルティエ賞、凱旋門賞連覇（1977年、1978年）
- センセーショナル（英語版） - 1976年アメリカ2歳牝馬チャンピオン（英語版）
- Linkage - 1982年ブルーグラスステークス
- Stalwart - 1981年ノーフォークステークス、ハリウッドフューチュリティ

### 母父としての主な産駒
- ブロードブラッシュ - G1競走4勝、1994年北米リーディングサイアー
- パーソナルフラッグ（英語版） - G1競走2勝
- クリプトクリアランス - G1競走4勝
- パーソナルエンスン - 1988年ブリーダーズカップ・ディスタフ
- サカウイスタ - 1987年ブリーダーズカップ・ディスタフ、アメリカ3歳牝馬チャンピオン（英語版）

## 評価
1977年にシアトルスルーでクラシック三冠を達成したジャン・クリュゲは、2004年に放映されたインタビューで、これまでに騎乗した中で最高の馬はホイストザフラッグであると語っている。

## 血統
| ホイストザフラッグの血統（リボー系 / Pharos 5×5） | ホイストザフラッグの血統（リボー系 / Pharos 5×5） | ホイストザフラッグの血統（リボー系 / Pharos 5×5） | （血統表の出典）  | （血統表の出典） |
| 父 Tom Rolfe 1962 鹿毛                            | 父の父Ribot 1952 鹿毛                             | Tenerani                                          | Bellini           | Bellini          |
| 父 Tom Rolfe 1962 鹿毛                            | 父の父Ribot 1952 鹿毛                             | Tenerani                                          | Tofanella         |                  |
| 父 Tom Rolfe 1962 鹿毛                            | 父の父Ribot 1952 鹿毛                             | Romanella                                         | El Greco          | El Greco         |
| 父 Tom Rolfe 1962 鹿毛                            | 父の父Ribot 1952 鹿毛                             | Romanella                                         | Barbara Burrini   |                  |
| 父 Tom Rolfe 1962 鹿毛                            | 父の母Pocahontas 1955 黒鹿毛                      | Roman                                             | Sir Gallahad      | Sir Gallahad     |
| 父 Tom Rolfe 1962 鹿毛                            | 父の母Pocahontas 1955 黒鹿毛                      | Roman                                             | Buckup            |                  |
| 父 Tom Rolfe 1962 鹿毛                            | 父の母Pocahontas 1955 黒鹿毛                      | How                                               | Princequillo      | Princequillo     |
| 父 Tom Rolfe 1962 鹿毛                            | 父の母Pocahontas 1955 黒鹿毛                      | How                                               | The Squaw         |                  |
| 母 Wavy Navy 1954 鹿毛                            | 母の父War Admiral 1934 黒鹿毛                     | Man o' War                                        | Fair Play         | Fair Play        |
| 母 Wavy Navy 1954 鹿毛                            | 母の父War Admiral 1934 黒鹿毛                     | Man o' War                                        | Mahubah           |                  |
| 母 Wavy Navy 1954 鹿毛                            | 母の父War Admiral 1934 黒鹿毛                     | Brushup                                           | Sweep             | Sweep            |
| 母 Wavy Navy 1954 鹿毛                            | 母の父War Admiral 1934 黒鹿毛                     | Brushup                                           | Annette K.        |                  |
| 母 Wavy Navy 1954 鹿毛                            | 母の母Triomphe 1947 鹿毛                          | Tourbillon                                        | Ksar              | Ksar             |
| 母 Wavy Navy 1954 鹿毛                            | 母の母Triomphe 1947 鹿毛                          | Tourbillon                                        | Durban            |                  |
| 母 Wavy Navy 1954 鹿毛                            | 母の母Triomphe 1947 鹿毛                          | Melibee                                           | Firdaussi         | Firdaussi        |
| 母 Wavy Navy 1954 鹿毛                            | 母の母Triomphe 1947 鹿毛                          | Melibee                                           | Metairie F-No.5-i |                  |